# Anoglypta launcestonensis
Anoglypta launcestonensis е вид коремоного от семейство Caryodidae. Видът е почти застрашен от изчезване.

## Разпространение
Разпространен е в Австралия (Тасмания).